# Tipula kusunokiana
Tipula kusunokiana är en tvåvingeart som beskrevs av Alexander 1955. Tipula kusunokiana ingår i släktet Tipula och familjen storharkrankar. Inga underarter finns listade i Catalogue of Life.